# Opatství New Melleray
Opatství New Melleray (anglicky New Melleray Abbey) je trapistické opatství v Iowě, 24 km jihozápadně od města Dubuque. Bylo založeno 16. července 1849 šesti mnichy z opatství Mount Melleray. Stávající opat je Brendan Freeman.